# Dziewczyna z szafy
Dziewczyna z szafy – polski komediodramat z 2012.

## Obsada
- Piotr Głowacki jako Jacek
- Wojciech Mecwaldowski jako Tomek
- Magdalena Różańska jako Magda
- Eryk Lubos jako dzielnicowy
- Teresa Sawicka jako Kwiatkowska
- Olga Bołądź jako Aga
- Magdalena Popławska jako Anna
- Wojciech Kalarus jako doktor Piotrowski